# Freekstyle
Freekstyle est un jeu vidéo de course de moto-cross édité par Electronic Arts, sorti en 2002 sur PlayStation 2, GameCube et Game Boy Advance.

## Accueil
- Jeux vidéo Magazine : 14/20 (PS2)[1]
- Jeuxvideo.com : 16/20 (PS2/GC)[2]